# Lophodermium pyrolae
Lophodermium pyrolae är en svampart som beskrevs av Parmelee 1958. Lophodermium pyrolae ingår i släktet Lophodermium och familjen Rhytismataceae.  Arten är reproducerande i Sverige. Inga underarter finns listade i Catalogue of Life.